# Rik Schaffer
Rik Schaffer er en amerikansk komponist. Han har blandt andet komponeret musik til computerspillene Neverwinter Nights 2: Mask of the Betrayer og The Elder Scrolls Online. I 1996 grundlagde han Womb Music.